# إرنست لودويغ هايم
إرنست لودويغ هايم (بالألمانية: Ernst Louis Heim)‏ هو عالم حشرات وطبيب ألماني، ولد في 22 يوليو 1747 في Solz ‏ في ألمانيا، وتوفي في 15 سبتمبر 1834 في برلين في ألمانيا.